# Diplazium sylvaticum
Diplazium sylvaticum là một loài thực vật có mạch trong họ Woodsiaceae. Loài này được (Bory) Sw. miêu tả khoa học đầu tiên năm 1806.